# 13th -憲法修正第13条-
『13th -憲法修正第13条-』（13th）は、エイヴァ・デュヴァーネイ監督による2016年のアメリカ合衆国のドキュメンタリー映画である。人種差別、法と政治、そして大量投獄の関係性に踏み込んだ作品である。タイトルの13thは合衆国憲法修正第13条（奴隷制廃止条項）を意味する。
この作品は冒頭、アメリカ合衆国前大統領バラク・オバマの発言映像から始まる。それは、「アメリカの人口は世界全体の5%にすぎないにもかかわらず、アメリカ人受刑者は世界全体の受刑者数の25%を占めている」という問題提起だ。そして、アフリカ系アメリカ人公民権運動の結果廃止されたはずの奴隷制度が、現代もなお形を変えて残っていると指摘している。
第89回アカデミー賞長編ドキュメンタリー映画賞にノミネートされた

## 作品概要
アメリカでの大量投獄と人種差別の関係について、作品中では以下が描かれている。
- 貧困層の解放奴隷が不当に逮捕され、囚人貸出制度さながらに受刑者への刑務所内労働を強要した。
- 奴隷制度廃止後の再建期 (レコンストラクション） にアメリカ南部で起こった黒人の投票権剥奪（英語版）、民衆によるリンチ (私刑)、黒人の公共施設利用を制限するジム・クロウ法と、それに対する黒人の反発。
- 1971年のニクソン政権期から継承される麻薬使用撲滅の政治政策「麻薬戦争 (A War on Drugs) 」によって、黒人が好んで使用するドラッグにのみ重刑を不当に課され、結果、20世紀終盤には黒人の大量投獄につながった。
- 産獄複合体（英語版） (prison-industrial complex) の問題を取り上げ、受刑者数の増加によって企業が利益を上げるシステムの是非を問うた。

## 製作
エイヴァ・デュヴァーネイが監督、スペンサー・アヴァリックが映像編集を手掛けた。両名はアメリカ歴史映画『グローリー/明日への行進』(原題: Selma) でも協働した経験がある。
『13th -憲法修正第13条-』は、ニューヨーク映画祭のオープニング上映としては初のドキュメンタリー作品である。作品の製作は密かに行われ、2016年同映画祭の上映作品として公表されるまでの間、その存在は明らかにされていなかった。

## 公開
2016年10月7日にネットフリックスで配信された。
また、ドキュメンタリー製作秘話や問題点の補足解説などを折り込んだ対談インタビューをオプラ・ウィンフリーがデュヴァーネイに行い、アメリカでは2017年1月26日に、アメリカ国外では2017年1月31日に『デュヴァネイ監督とオプラが語る「13th - 憲法修正13条」』がネットフリックスで配信された。

### 評価
Metacriticでは23件のレビューで加重平均値は90/100となった。またRotten Tomatoesでは58件のレビューで支持率は97%となっている。

### 受賞とノミネート
| 賞                                         | 部門                                           | 候補                          | 結果       |
| ------------------------------------------ | ---------------------------------------------- | ----------------------------- | ---------- |
| アカデミー賞                               | 長編ドキュメンタリー映画賞                     | 『13th -憲法修正第13条-』     | ノミネート |
| ACEエディー賞                              | ドキュメンタリー映画編集賞                     | スペンサー・アヴァリック      | ノミネート |
| Aアフリカン・アメリカン映画批評家協会賞    | ドキュメンタリー映画賞                         | 『13th -憲法修正第13条-』     | 受賞       |
| EDA賞                                      | ドキュメンタリー映画賞                         | 『13th -憲法修正第13条-』     | 受賞       |
| EDA賞                                      | 女性監督賞                                     | エイヴァ・デュヴァーネイ      | 受賞       |
| EDA賞                                      | 映画産業における女性貢献賞                     | エイヴァ・デュヴァーネイ      | 受賞       |
| オースティン映画批評家協会賞               | ドキュメンタリー映画賞                         | 『13th -憲法修正第13条-』     | ノミネート |
| ブラック・リール賞                         | 作品賞                                         | 『13th -憲法修正第13条-』     | 未決定     |
| ブラック・リール賞                         | ドキュメンタリー映画賞                         | 『13th -憲法修正第13条-』     | 未決定     |
| ブラック・リール賞                         | 歌曲賞                                         | "Letter to the Free" - コモン | 未決定     |
| 英国アカデミー賞                           | ドキュメンタリー映画賞                         | 『13th -憲法修正第13条-』     | 受賞       |
| 映画録音協会賞                             | 映画録音賞 (ドキュメンタリー部門)              | ジェフリー・パーキンス        | 未決定     |
| 批評家選出ドキュメンタリー賞               | 長編ドキュメンタリー賞                         | 『13th -憲法修正第13条-』     | ノミネート |
| 批評家選出ドキュメンタリー賞               | ドキュメンタリー賞 (テレビ/ストリーミング部門) | 『13th -憲法修正第13条-』     | 受賞       |
| 批評家選出ドキュメンタリー賞               | 監督賞 (テレビ/ストリーミング部門)             | エイヴァ・デュヴァーネイ      | 受賞       |
| 批評家選出ドキュメンタリー賞               | 社会派ドキュメンタリー賞                       | 『13th -憲法修正第13条-』     | 受賞       |
| 批評家選出ドキュメンタリー賞               | ドキュメンタリー歌曲賞                         | "Letter to the Free"          | ノミネート |
| ダラス・フォートワース映画批評家協会賞     | ドキュメンタリー映画賞                         | 『13th -憲法修正第13条-』     | 次点       |
| デトロイト映画批評家協会賞                 | ドキュメンタリー映画賞                         | 『13th -憲法修正第13条-』     | ノミネート |
| ハリウッド・ミュージック・イン・メディア賞 | オリジナル歌曲賞 (ドキュメンタリー部門)        | "Letter to the Free"          | ノミネート |
| ヒューストン映画批評家協会賞               | ドキュメンタリー映画賞                         | 『13th -憲法修正第13条-』     | ノミネート |
| インディペンデント・スピリット賞           | ドキュメンタリー映画賞                         | 『13th -憲法修正第13条-』     | ノミネート |
| 全米映画批評家協会賞                       | ノンフィクション映画賞                         | 『13th -憲法修正第13条-』     | 3位        |
| ニューヨーク映画批評家オンライン賞         | ドキュメンタリー映画賞                         | 『13th -憲法修正第13条-』     | 受賞       |
| オンライン映画批評家協会賞                 | ドキュメンタリー映画賞                         | 『13th -憲法修正第13条-』     | ノミネート |
| フェニックス映画批評家協会賞               | ドキュメンタリー映画賞                         | 『13th -憲法修正第13条-』     | ノミネート |
| サテライト賞                               | ドキュメンタリー映画賞                         | 『13th -憲法修正第13条-』     | 受賞       |
| サンフランシスコ映画批評家協会賞           | ドキュメンタリー映画賞                         | 『13th -憲法修正第13条-』     | ノミネート |
| バンクーバー映画批評家協会賞               | ドキュメンタリー映画賞                         | 『13th -憲法修正第13条-』     | ノミネート |
| ワシントンD.C.映画批評家協会賞             | ドキュメンタリー映画賞                         | 『13th -憲法修正第13条-』     | 受賞       |
| 女性映画批評家協会賞                       | 女性による映画賞                               | 『13th -憲法修正第13条-』     | 受賞       |
| 女性映画批評家協会賞                       | 女性ストーリーテラー賞 (脚本賞)                | エイヴァ・デュヴァーネイ      | 受賞       |
| 女性映画批評家協会賞                       | ドキュメンタリー映画賞                         | 『13th -憲法修正第13条-』     | 受賞       |
| 女性映画批評家協会賞                       | 勇気ある映画製作賞                             | エイヴァ・デュヴァーネイ      | 受賞       |